# Cantone di Lot et Palanges
Il Cantone di Lot et Palanges è una divisione amministrativa dell'arrondissement di Rodez.
È stato costituito a seguito della riforma approvata con decreto del 21 febbraio 2014, che ha avuto attuazione dopo le elezioni dipartimentali del 2015.

## Composizione
Comprendeva 17 comuni ridottisi a 13 dal 1º gennaio 2016 a seguito delle fusioni dei comuni di Saint-Geniez-d'Olt e Aurelle-Verlac a formare il nuovo comune di Saint-Geniez-d'Olt-et-d'Aubrac, dei comuni di Laissac e Sévérac-l'Église a formare il nuovo comune di 
Laissac-Sévérac-l'Église, dei comuni di Palmas, Coussergues e Cruéjouls a formare il nuovo comune di Palmas-d'Aveyron:
- Bertholène
- Castelnau-de-Mandailles
- Gaillac-d'Aveyron
- Laissac-Sévérac-l'Église
- Lassouts
- Palmas-d'Aveyron
- Pierrefiche
- Pomayrols
- Prades-d'Aubrac
- Saint-Côme-d'Olt
- Saint-Geniez-d'Olt-et-d'Aubrac
- Sainte-Eulalie-d'Olt
- Vimenet